# Radialachse
Radialachsen sind Achsen mit einer besonderen Lagerung. Sie werden besonders bei Lokomotiven und Triebzügen verwendet, um den Bahnkörper hinsichtlich der entstehenden Fliehkräfte zu schonen. 
Beispiele für die Verwendung von Radialachsen sind das Krauss-Helmholtz-Lenkgestell und das Schwartzkopff-Eckhardt-Lenkgestell.
Die Radialachse ist eine Weiterentwicklung der Adamsachse.